# أنقولية ألبية

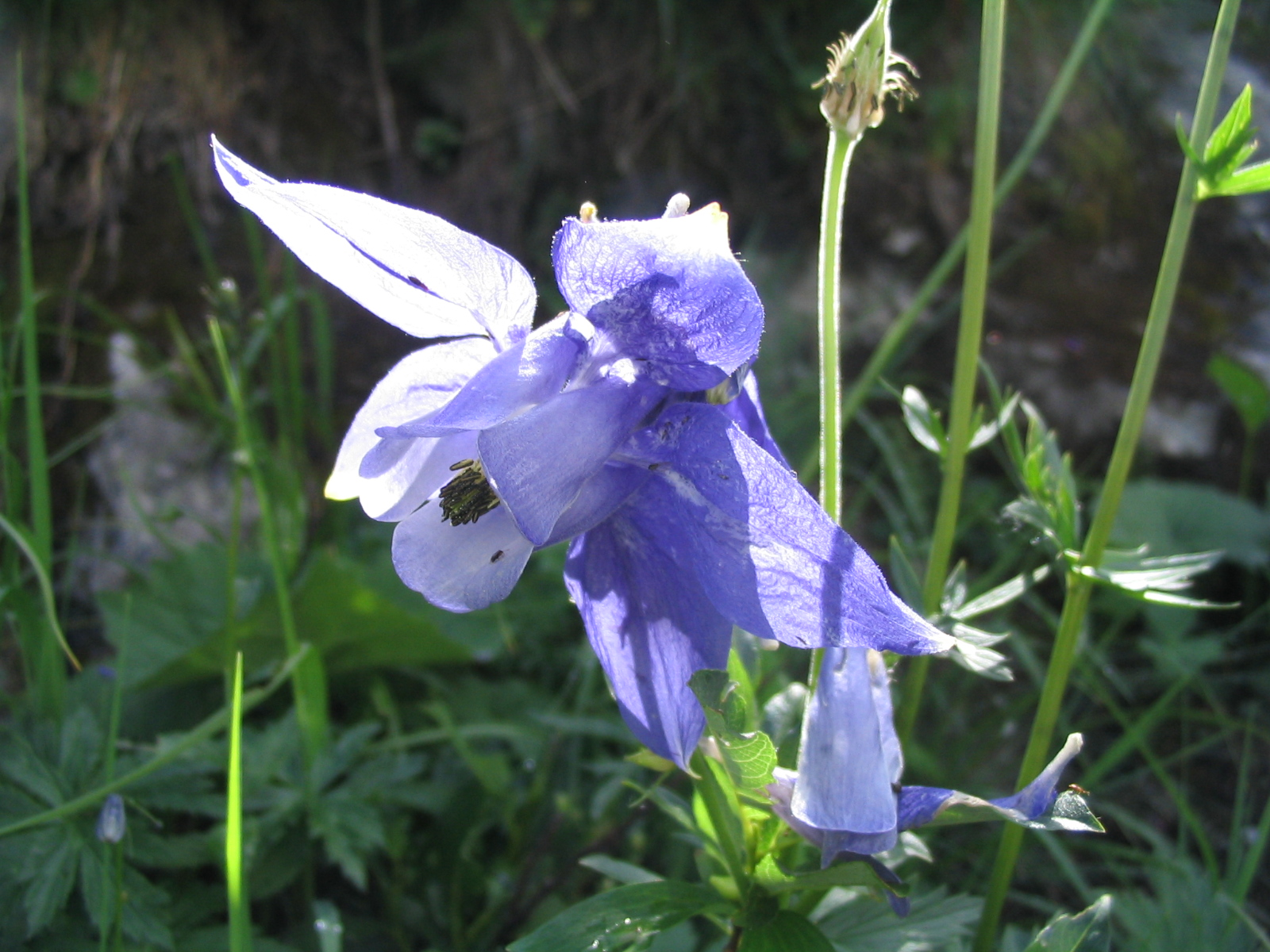
أزهار الأنقولية الألبية

أنقولية ألبية (الاسم العلمي:Aquilegia alpina) هي نوع من النباتات تتبع جنس الأنقولية من الفصيلة الحوذانية.